# William Tennent
William Tennent (1673; 6 mai 1746) est un des premiers chefs religieux et éducateurs américains dans l'Amérique du Nord britannique.

## Début de sa vie
Tennent est né à Mid Calder, Linlithgowshire,en Écosse,en 1673. Il est diplômé de l'Université d'Édimbourg en 1695 et est ordonné dans l'Église d'Irlande en 1706. Il émigre aux  Treize Colonies en 1718, dans la colonie de Pennsylvanie sur les conseils du cousin de sa femme James Logan, un quaker irlandais et un proche ami de William Penn. En 1726, il est appelé au pastorat à l'église presbytérienne de Neshaminy-Warwick dans la ville actuelle de Warminster, où il reste jusqu'à la fin de sa vie.

## Le Log College
En 1727 Tennent établit une école religieuse dans une cabane (log cabin) qui devient célèbre sous le nom de Log College. Il remplit ses élèves d'un zèle évangélique, et un nombre important d'entre eux sont des prêcheurs du réveil durant le Premier grand réveil. L'influence éducative du Log College est importante car nombre de ces diplômés fondent des écoles le long de la frontière. L'Université de Princeton est considérée comme l'école qui succède au Log College.
Le nom Log College a une connotation négative à l'époque, car c'est un surnom moqueur attribué à l'école par des ministres du culte éduqués en Europe. Ils réprimandent Tennent pour sa tentative d'éduquer de pauvres garçons de ferme considérés par certains comme ne convenant pas au ministère.
Au moins une école, le Collège William Tennent (situé à proximité de l'endroit où se trouve le Log College) est nommé en l'honneur de Tennent. En plus, il existe un « Log College Middle School » nommé ainsi en l'honneur de l'original Log College. Les deux écoles sont des écoles publiques situées dans le District scolaire de Centennial du Comté de Bucks en Pennsylvanie, spécifiquement à Warminster.
Le fils de Tennent Gilbert Tennent et William Tennent Jr. sont connus comme des hommes d'église américains.

## Mort
Tennent meurt à Warminster en 1746, et sa tombe est encore visible aujourd'hui dans le cimetière de l'église presbytérienne de Neshaminy-Warwick. Les dernières volontés et le testament de Tennent sont aux archives du tribunal de Bucks County. Elles indiquent que, au moment de sa mort, il était encore un humble serviteur de Dieu, vivant avec peu de choses avec sa femme Catherine (née Kennedy) Tennent. Toutefois, Tennent possédait des esclaves - comme son testament l'indique, il laisse ses « trois Noirs » à sa femme.